# Ironus macramphis
Ironus macramphis is een rondwormensoort uit de familie van de Ironidae. De wetenschappelijke naam van de soort is voor het eerst geldig gepubliceerd in 1938 door Schuurmans Stekhoven & Teunissen.